# Rafael Wellington
Rafael Wellington Pérez (n. 27 aprilie 1985, Córdoba, Andaluzia, Spania) sau simplu Rafa/Rafael Wellington este un jucător spaniol de fotbal, care evoluează pe postul de fundaș.

## Cariera
Rafael Wellington și-a început cariera de fotbalist ca echipa de juniori a clubului Real Madrid. Ulterior a fost promovat în echipa a doua a clublui Real Madrid Castilla CF. Din 2005 până în 2011 a jucat pe diferite echipe spaniole din ligile inferioare, și abia pe 28 februarie 2012 a semnat un contract cu Milsami Orhei, ajungând în primul eșalon al fotbalului moldovenesc. Pe durata a un sezon și jumătate petrecut la Milsami, Rafa a jucat în 42 de meciuri, înscriind 3 goluri. Pe 8 iulie 2013 el se transferă gratis de la Milsami la Zimbru Chișinău.

## Palmares
Milsami Orhei
- Cupa Moldovei (1): 2011-2012
- Supercupa Moldovei (1): 2012

## Legături externe
- Profilul fotbalistului[nefuncțională – arhivă]
 pe zimbru.md
- Prezentare jucător pe youtube
- ro Profilul fotbalistului pe divizianationala.com
- Profilul fotbalistului Arhivat în 7 octombrie 2013, la Wayback Machine. pe soccerway.com
- Profilul fotbalistului pe soccerpunter.com
- Profilul fotbalistului pe transfermarkt.co.uk
- Profilul fotbalistului pe twitter
- Profilul fotbalistului pe facebook
- Rafael Wellington pe publika.md Arhivat în 25 august 2013, la Archive.is